# Muscari armeniacum
Muscari armeniacum là một loài thực vật có hoa trong họ Măng tây. Loài này được Leichtlin ex Baker mô tả khoa học đầu tiên năm 1878.

## Hình ảnh

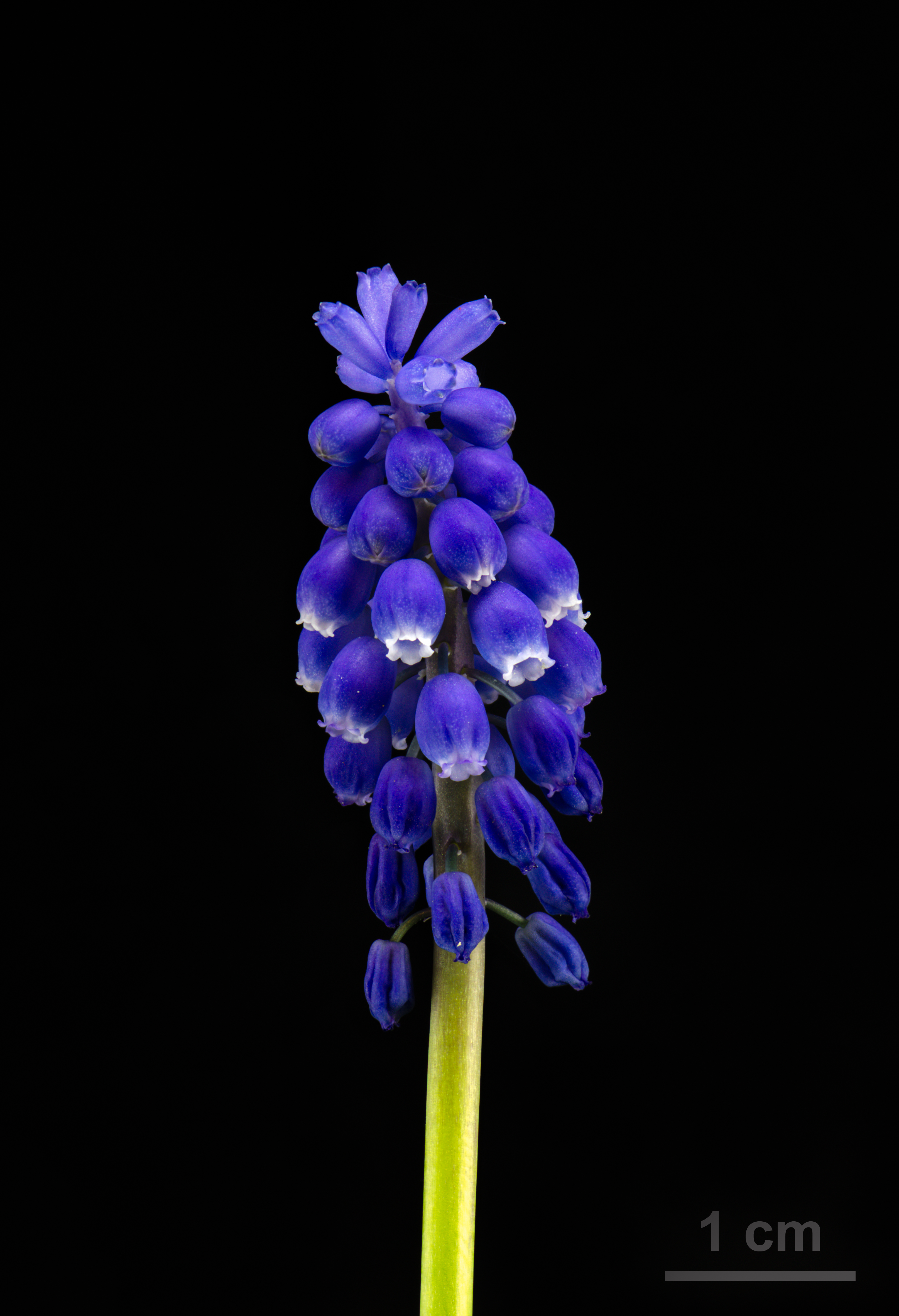
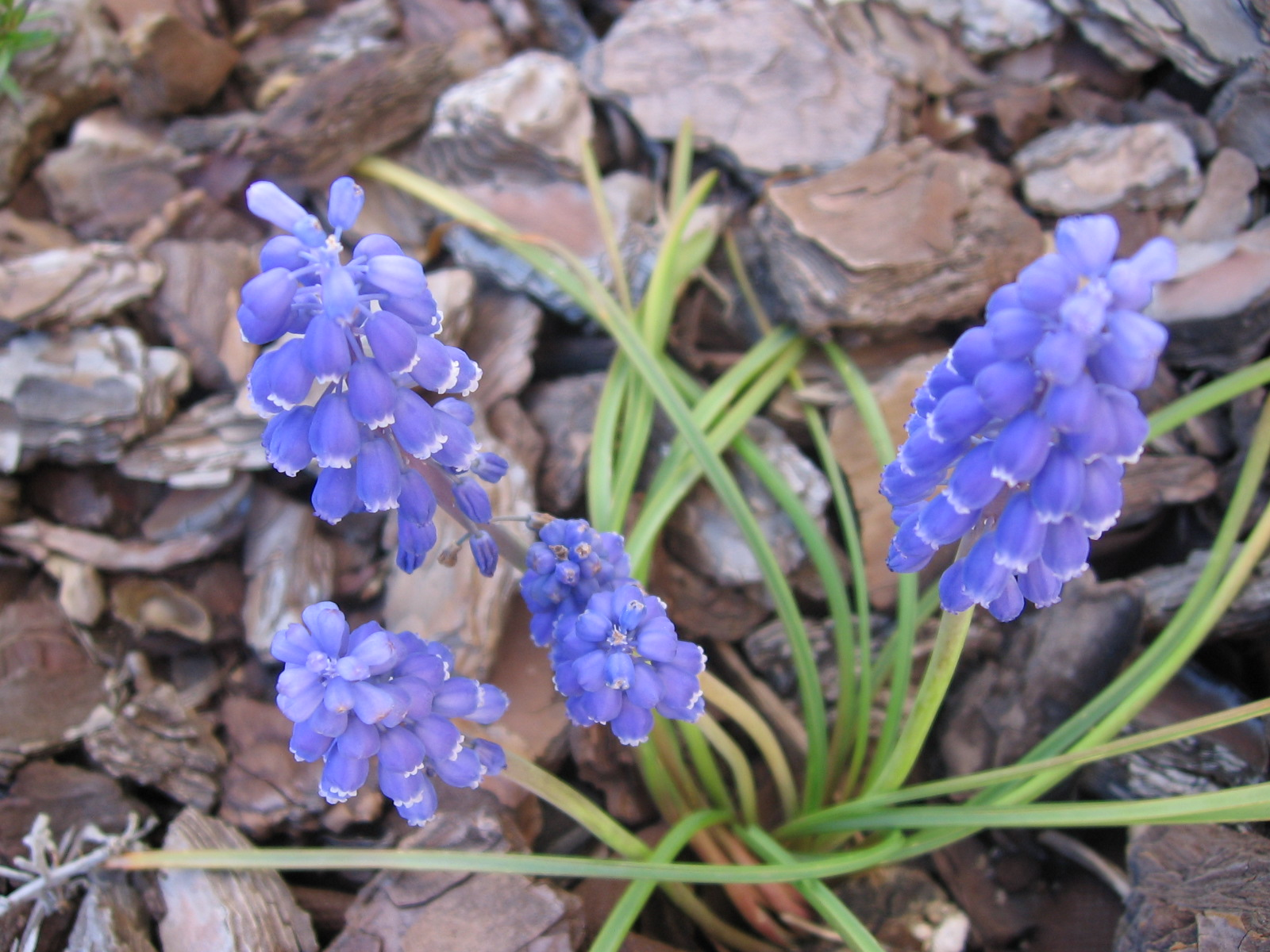
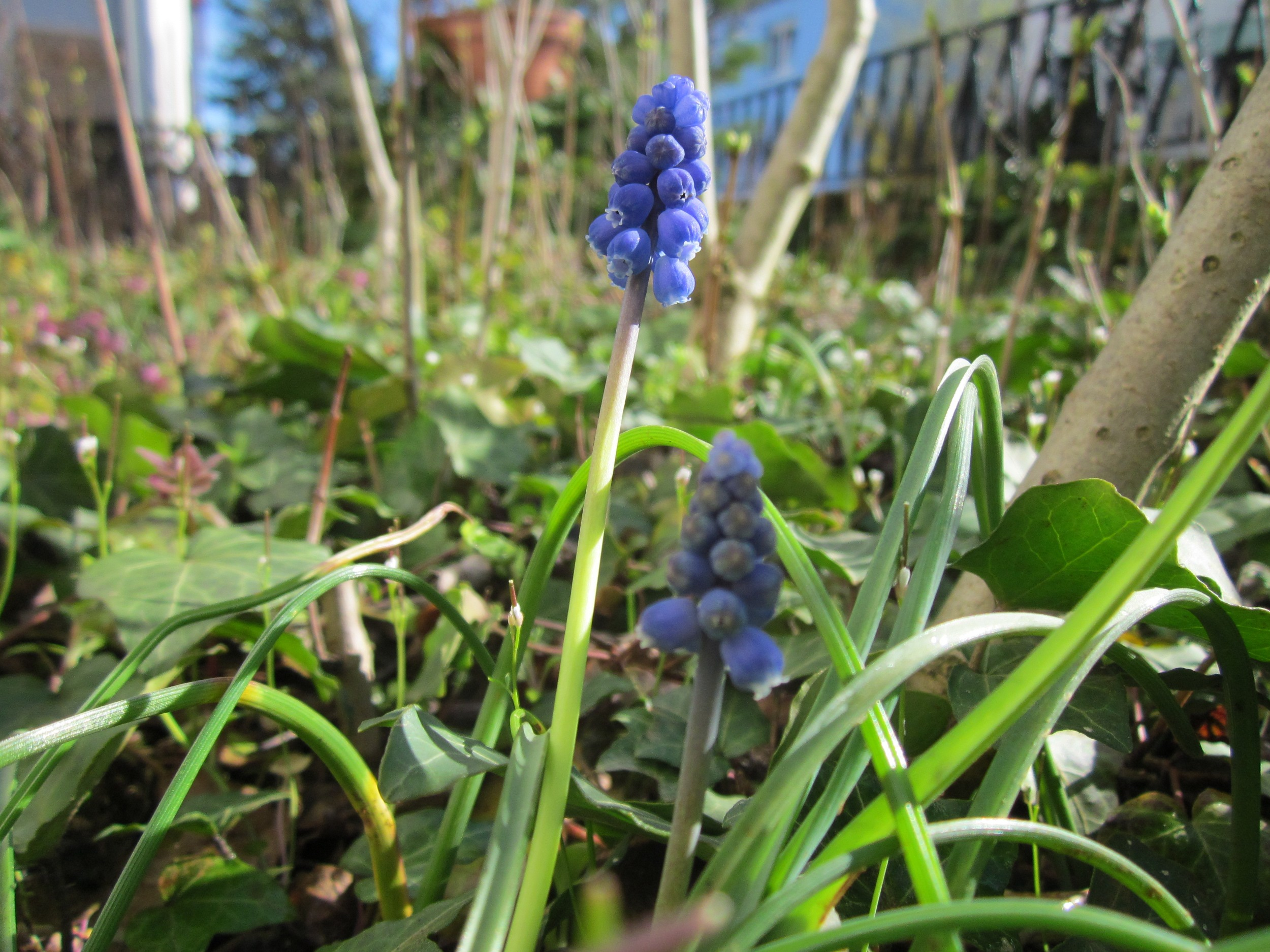
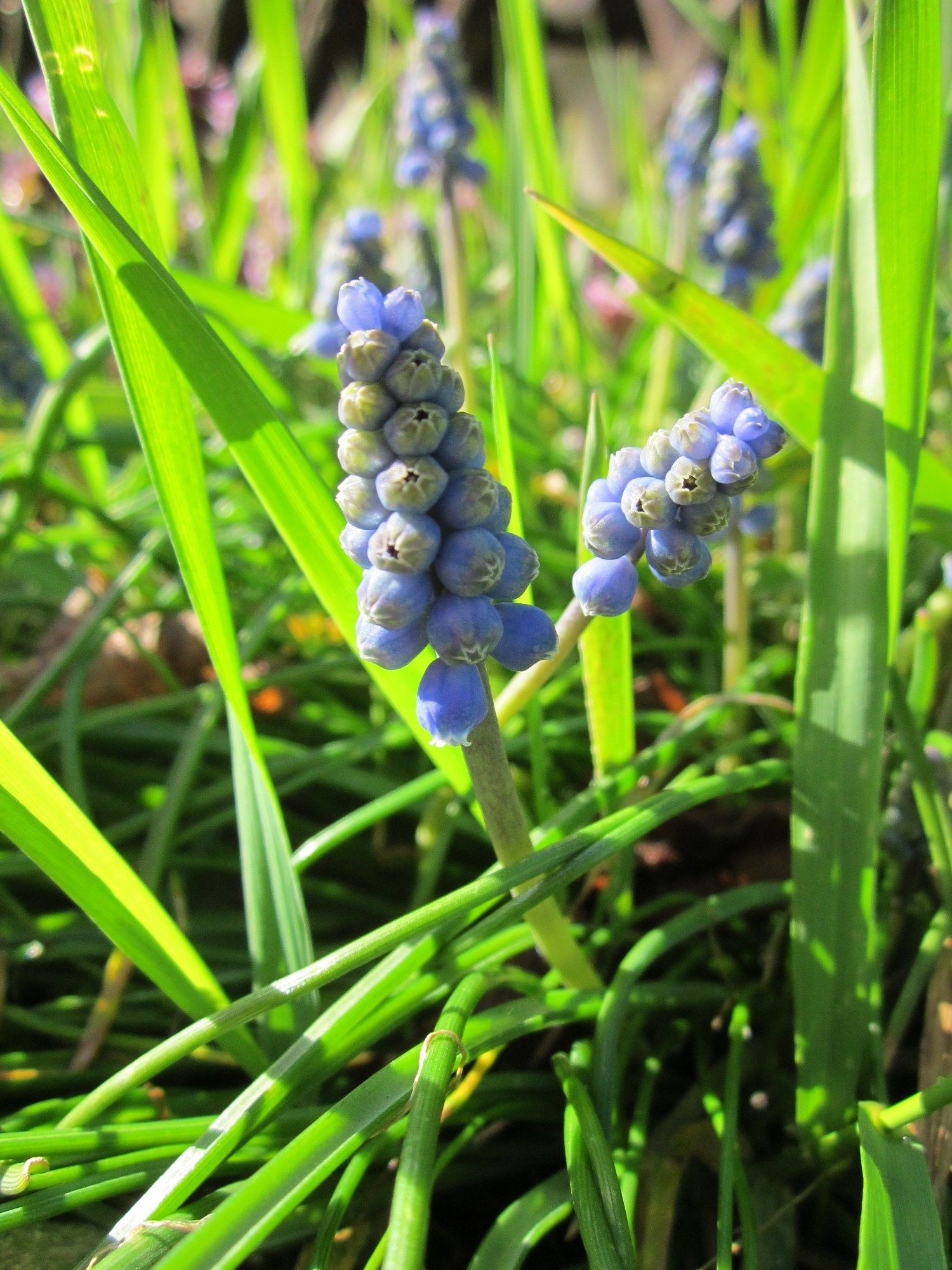